# Meyrel
Meyrel war ein deutscher Hersteller von Automobilen.

## Unternehmensgeschichte
Das Unternehmen war in Kolmar (heute Colmar) im Oberelsass ansässig. Das Elsass gehörte damals zum Deutschen Reich. 1908 begann die Produktion von Automobilen. Der Markenname lautete Meyrel. 1914 endete die Produktion.

## Fahrzeuge
Es entstanden Fahrzeuge nach Lizenz von La Buire. Zur Wahl standen ein Vierzylindermotor mit 5192 cm³ Hubraum und ein Sechszylindermotor mit 5340 cm³ Hubraum. Karosseriert waren die Fahrzeuge überwiegend als Tourenwagen und Torpedo.